# Abbazia di Malmesbury
L'Abbazia di Malmesbury, a Malmesbury nello Wiltshire, fu fondata come monastero benedettino intorno al 676 dal letterato e poeta Aldelmo di Malmesbury, un nipote del re Ine del Wessex. Nel 941 re Atelstano fu seppellito nell'abbazia. Nell'XI secolo essa era dotata di una biblioteca che era la seconda, per dimensioni, in Europa ed era considerata una delle sedi europee più importanti per lo studio. Essa fu una delle poche istituzioni inglesi dotate di una continuità storica dal VII secolo fino alla Dissoluzione dei monasteri in Inghilterra.
Essa è dedicata ai santi San Pietro e Paolo. Lo storico del XII secolo, Guglielmo di Malmesbury, era uno dei membri di quella comunità.

## Storia
L'abbazia fu di fatto completata nel 1180. La guglia di 131 m di altezza e la torre su cui era stata eretta crollò intorno al 1500 durante un uragano che distrusse anche gran parte della chiesa, compresi due terzi della navata ed il transetto. La torre occidentale cadde verso il 1550, coinvolgendo nel crollo le tre campate più occidentali della navata. A causa di questi crolli, meno di metà dell'edificio originale si è conservato fino ai giorni nostri.
L'abbazia, che possedeva 23.000 acri (circa 93 km²) nelle venti parrocchie di cui era costituita Malmesbury, fu chiusa nel 1539 da Enrico VIII e da questi venduta, con tutte le sue terre, a William Stumpe, un ricco mercante. Egli restituì la chiesa abbaziale alla città per essere ancora utilizzata come chiesa parrocchiale e riempì il fabbricati abbaziali con venti telai per la sua azienda di tessitura. Oggi l'Abbazia di Malmesbury, è a tutti gli effetti una chiesa parrocchiale nella diocesi di Bristol.
Il rimanente contiene ancora un bel sagrato e alcuni esemplari di libri dell'antica abbazia. I Privilegi anglosassoni di Malmesbury, forniscono oggi materiale originale per la storia del Wessex e della Chiesa Sassone occidentale dal XVII secolo.
Durante la guerra civile inglese Malmesbury passò di mano ben sette volte, e l'Abbazia ne ricevette seri danni. Centinaia di fori di proiettile si vedono ancor oggi sui muri dei lati sud, ovest ed est. L'Abbazia fu il luogo del primo tentativo umano di volare, compiuto nel 1010 dal monaco Oliviero di Malmesbury con un rudimentale deltaplano da una delle torri: egli volò per oltre 200 m prima di atterrare rompendosi entrambe le gambe.
Oggi una gran parte dell'Abbazia è sopravvissuta ai secoli. L'attuale parte della navata (un terzo dell'originale), è stata restaurata ed è un attivo luogo di culto. È inoltre in progetto la realizzazione di un centro per visitatori del luogo. Hannah Twynnoy, presumibilmente il primo essere umano ucciso da una tigre in Inghilterra, è sepolto nel cimitero abbaziale. Si trattava di una ostessa dell'inizio del XVIII secolo, uccisa dall'animale il 23 ottobre 1704.